# Jorgelina Cerritos
Jorgelina Elizabeth Cerritos Chacón o Jorgelina Cerritos (San Salvador, 23 de noviembre de 1974) es una poeta, actriz, dramaturga y licenciada en psicología de la Universidad de El Salvador es reconocida como gran maestre en teatro infantil en El Salvador. 

## Trayectoria artística
En 1998, auspiciado por el en ese entonces Consejo Nacional de la Cultura y las Artes (CONCULTURA) y el Fondo Cooperativo Sueco, Filánder Funes fundó la Escuela Arte del Actor donde enseña el sistema Stanislavski en un laboratorio actoral que tuvo entre sus primeros estudiantes a Jorgelina Cerritos junto a Dinora Alfaro, Alicia Chong, Víctor Candray, Enrique Valencia y César Pineda, todos actores, directores o maestros de teatro activos. 
En el 2004, el Consejo Nacional para la Cultura y el cultural (CONCULTURA) de El Salvador le otorga el título de gran maestre en teatro infantil por haber ganado tres veces el Premio Nacional de Teatro Infantil con sus obras "En el desván de Antonia" en el 2000, "Los milagros del amate" en el 2002 y "El coleccionista" en el 2004.Ganó en el 2011 el 5to Premio de Teatro Latinoamericano George Woodyard con su obra "VERTIGO 824" fue presentada bajo el seudónimo “Galileo,” cuya autora, una vez abierto el sobre sellado, resultó ser Jorgelina Cerritos, elegida de entre 86 obras concursantes siendo la primera vez el jurado otorga por decisión unánime este premio.  
En el 2021, Las Verbenas Teatro presentaron en Costa Rica  “Bandada de Pájaros, Segundo ensayo sobre la Memoria” obra de Jorgelina Cerritos, su estreno fue en Alajuela y San José bajo la dirección de Mabel Marín y las participaciones Guadalupe Apú, Iván Álvarez y Yael Salazar en los papeles protagónicos de la obra. 
En el 2018, Jorgelina Cerritos junto a su compañía de teatro: El Quinto Piso, dan inicio con el proyecto "Didascalia" un programa modular teórico - práctico, de año y medio de duración, que culmina con la escritura de un texto dramático por participante. Estas óperas primas están disponibles tanto en formato físico como en línea. Actualmente, el programa ha graduado cuatro generaciones de autoras y autores y sigue en la búsqueda de personas interesadas en la escritura para las tablas.

## Premios y reconocimientos
- Gran Maestre en Teatro Infantil (El Salvador, 2004).[2]
- Premio Nacional de Dramaturgia con "Atrás de mi voz" (El Salvador, 2008). [2]
- Certamen de Literatura Infantil “Maura Echeverría” (El Salvador, 2018). [10]
- Premio Literario Latinoamericano Casa de las Américas en la categoría teatro (Cuba, 2010). [11]
- 5to Premio de Teatro Latinoamericano George Woodyard con su obra "VERTIGO 824" (Estados Unidos, 2011). [5]
- Premio en VI Bienal Internacional de Dramaturgia Femenina "La Escritura de las Diferencias" con "La Audiencia de los Confines. Primer ensayo sobre la memoria" (Cuba, 2012). [12]
- Reconocimiento al Mérito Artístico (El Salvador 2023) [13]
- Ganadora de los XXV Juegos Florales de Chalatenango en la categoría de Cuento para la Primera Infancia con su obra "¡Ay, mamá, ¡qué miedo da!" (El Salvador 2024) [14]

## Obras publicadas
- Retratos de aldea en blanco (2000)[15]
- 13703. El misterio de las utopías. Tercer ensayo sobre la memoria (2001)[16]
- Borradores de mujeres en el mito. Teatro dentro del teatro (2002)[17]
- Bandada de pájaros. Segundo ensayo sobre la memoria (2003)[18]
- La Audiencia de los Confines. Primer ensayo sobre la memoria (2019)[19]
- La casa ballena (2014)[20]
- Anafilaxis (2014)[21]
- Vértigo 824 (2012)[22]
- El coleccionista (2012)[23]
- Al otro lado del mar y otras voces (2012)[24]
- Respuestas para un menú (2010) [25]
- La vieja virgina (2019) [26]